# Géosynthétique bentonitique
 (novembre 2023).

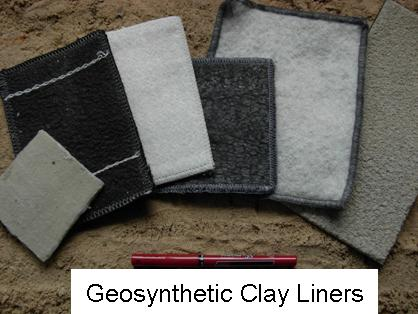
Revêtements en argile géocomposite

Les géosynthétiques bentonitiques sont des géosynthétiques assurant une fonction d'étanchéité. Comme les géomembranes, ils sont utilisés pour remédier aux pertes d'eau par infiltration, ou pour éviter la migration de polluants dans le sol.
Ils peuvent être utilisés en combinaison avec une géomembrane. On parle alors d’étanchéité combinée ou composite.

## Définitions
L'appellation « géosynthétique bentonitique » est soumise à la norme AFNOR XP P84-700.
Les géosynthétiques bentonitiques sont des produits manufacturés en forme de nappe, constitués d’un assemblage de matériaux comportant au moins de la bentonite, en poudre ou granulés, assurant la fonction étanchéité, et d’un ou plusieurs géosynthétiques utilisés comme support ou conteneur, utilisés dans le domaine de la géotechnique et du génie civil.

### Bentonite
La bentonite est définie comme un matériau argileux, majoritairement composé de smectites, et plus particulièrement de montmorillonite (60 % au minimum) et de minéraux accessoires tels que le quartz, la calcite, le mica, le feldspath, la pyrite, la goethite.
Les smectites désignent un groupe de matériaux argileux comportant une proportion variable d’ions Fe2+ ou Mg2+ de métaux et terres alcalins, et autres cations, résultant de l’altération de cendres volcaniques.
Dans la pratique, le terme « montmorillonite » désigne le minéral argileux gonflant, le terme « bentonite » désigne le produit industriel.
On distingue trois types principaux de bentonites :
- bentonite sodique, dont le minéral constitutif principal est une smectite de sodium ;
- bentonite calcique, dont le minéral principal est une smectite de calcium ;
- bentonite calcique activée : elle est issue d’une bentonite calcique modifiée chimiquement par un procédé d’échange ionique connu sous le terme d’« activation », en général par ajout de 5 à 10 % de carbonate de sodium.

### Dispositifs d'étanchéité par géosynthétiques bentonitiques
Les géosynthétiques bentonitiques sont utilisés au sein de dispositifs d’étanchéité par géosynthétiques bentonitiques (DEGB) composés d’une structure support éventuelle, de la structure d’étanchéité, de la structure de confinement obligatoire.

## Domaines d'emploi
Les géosynthétiques bentonitiques sont utilisés en génie civil, dans le bâtiment, pour la protection de l’environnement.
Les utilisations les plus répandues sont :
- renforcement de barrière passive en fond d’installations de stockage de déchets ;
- étanchéité en couverture d’installations de stockage de déchets ;
- étanchéité de murs enterrés ;
- étanchéité de tunnels.

## Mise en œuvre
Les géosynthétiques bentonitiques, contrairement à ce qu’on lit souvent, sont des matériaux très techniques qui requièrent une installation précautionneuse par des entreprises disposant de qualifications.
Un géosynthétique bentontique doit être installé sur un sol ne présentant pas d’éléments agressifs à sa surface, avec un état de surface aussi plan et lisse que possible. Le sol ne doit pas comporter de traces d’humidité à sa surface.
On doit également veiller à recouvrir le géosynthétique bentonitique à l’avancement au moment de sa pose. Le géosynthétique bentonitique doit en effet être confiné le plus rapidement possible, avant hydratation.
Une épaisseur de matériau de confinement supérieure à un mètre est recommandée pour éviter toute détérioration de la bentonite liée à des cycles d’hydratation et de dessiccation dans le matériau.
Le Guide no 13 du Comité français des géosynthétiques reprend les recommandations essentielles pour une bonne utilisation de ces matériaux, qui peut être étendue au-delà des seules installations de stockage de déchets.